# Политический трактат
«Tractatus politicus» (или «Политический трактат») — трактат Бенедикта Спинозы, написанный в 1675 и опубликованный посмертно в 1677 году. Его подзаголовок гласит: «In quo demonstratur, quomodo Societas, ubi Imperium Monarchicum locum habet, sicut et ea, ubi Optimi imperant, debet institui, ne in Tyrannidem labatur, et ut Pax, Libertasque civium inviolata maneat.» («в котором показывается, каким образом должно быть устроено общество, там, где имеет место монархическое правление, а равно и там, где правят знатные, дабы оно не впало в тиранию и дабы мир и свобода граждан оставались ненарушимыми»).
Политический трактат состоит из одиннадцати глав:
- I. Введение,
- II. О естественном праве (ссылки на свой Богословско-политический трактат),
- III. О правах высшей власти,
- IV. Об обязанностях высших властей,
- V. О наилучшем состоянии верховной власти,
- с VI. по VII. О монархии,
- с VIII. по X. Об аристократии,
- XI. O демократии.

Как и Аристотель в своей «Политике», Спиноза анализирует следующие формы правления: монархия, аристократия и демократия, не говоря, однако, какая форма является более предпочтительной. В отличие от Аристотеля, Спиноза в последней главе говорил о демократии не как о «власти большинства», но о свободе для всех посредством естественного права. Хотя он говорит, что женщины не во всём равны мужчинам и упоминает об амазонках, он думает, что править государством могут люди обоих полов.
В трактате содержится определение мира в главе V, разделе 4, утверждается, что «мир — это не просто отсутствие войны, а добродетель, исходящая от сильного духа.» В той же главе в части 7 имеется отсылка к Макиавелли: «что касается средств, какими должен пользоваться князь, руководящийся исключительно страстью к господству, чтобы упрочить и сохранить власть, то на них подробно останавливается проницательнейший Макиавелли; с какой, однако, целью он это сделал, представляется не вполне ясным..».